# فلوريدا (تشيلي)
فلوريدا (بالإسبانية: Florida, Chile) هي بلدية تقع في تشيلي في كونثبثيون (محافظة). يقدر عدد سكانها بـ 8,916 نسمة ومساحتها 608.6 كم2 وترتفع عن سطح البحر 259 متر.